# Rózsa Miklós (zeneszerző)
Rózsa Miklós (Budapest, 1907. április 18. – Los Angeles, Kalifornia, 1995. július 27.)  háromszoros Oscar-díjas zeneszerző. A közel száz filmzenéjéről ismert, de a klasszikus zene iránt mindvégig elkötelezett szerző a Filmművészeti és Filmtudományi Akadémia díját Hitchcock Elbűvölve (1946), George Cukor Kettős élet (1948), valamint Sam Zimbalist Ben-Hur című filmjeinek zenéjéért vehette át.

## Élete
Rózsa (1897-ig Rosenberg) Gyula (1878–1943) cipőgyári igazgató és Berkovits Regina gyermekeként született izraelita családban. Apai nagyszülei Rózsa (Rosenberg) Mór (1844–1900) kereskedő és Herzog Katalin, anyai nagyszülei Berkovits Antal és Rotter Fáni (1851–1910) voltak. Vegyészmérnöknek készült, Lipcsében járt egyetemre, de párhuzamosan zeneakadémiai stúdiumokat is folytatott. Két diplomájával Párizsba ment, majd 1935-ben Londonban egy táncegyüttes művészeti vezetőjeként dolgozott.
1936-ban itt írta első filmzenei partitúráját egy Korda-produkció, a Jacques Feyder rendezte A páncél nélküli lovag számára.
1940-ben telepedett le Hollywoodban. Hamarosan ő lett az egyik legismertebb filmmuzsikus Hollywoodban és világszerte. Teljesítményét háromszor jutalmazták Oscar-díjjal.
Rózsa melodikus zenéje mesteri hangszerelésben szolgálta a legkülönbözőbb műfajú filmalkotásokat, a hitchcocki thriller feszültségétől a szuperprodukciók ünnepélyes pompáján át a racionalitás mögül fölbukkanó, mély líraiság (Gondviselés), vagy a nagy melodráma fájdalmas szomorúságáig. Sokszínűsége talán Fritz Lang Moonfleet-jében szólalt meg a legtökéletesebben. Kuriózum mind a film, mind a zene történetében, hogy Billy Wildert a filmzeneszerző Rózsa Miklós egyáltalán nem filmhez komponált Hegedűversenye ihlette meg 1970-ben, s erre alapozta Sherlock Holmes magánélete című moziművét.
Rózsa Elbűvölve című filmjének zenéje inspirálta Jerry Goldsmith későbbi neves filmzeneszerzőt, hogy maga is zenélni kezdjen. Rózsa egyetemen tanította is Goldsmith-t egy ideig.

## Válogatott filmográfia
- A páncél nélküli lovag – Knight without Armour, 1936, GB, r: Jacques Feyder
- Négy toll – The Four Feathers, 1939, GB, r: Zoltan Korda
- A bagdadi tolvaj – Thief of Bagdad, 1940, GB, r: Ludwig Berger, Tim Whelan, Michael Powell
- A dzsungel könyve – The Jungle Book, 1942, GB r: Korda Zoltán
- Lenni vagy nem lenni – To Be Or Not To Be, 1942, USA, r: Ernst Lubitsch
- Öt lépés Kairó felé – Five Graves to Cairo, 1943, USA, r: Billy Wilder
- Gyilkos vagyok – Double Indemnity, 1944, USA, r: Billy Wilder
- Elbűvölve – Spellbound, 1945, USA, r: Alfred Hitchcock
- Férfiszenvedély – The Lost Weekend, 1945, USA, r: Billy Wilder
- Martha Ivers furcsa szerelme – The Strange Love of Martha Ivers, 1946, USA, r: Lewis Milestone
- Kettős élet – A Double Life, 1947, USA, r: George Cukor
- A Macomber ügy – The Macomber Affair, 1947, USA r: Korda Zoltán
- Bovaryné – Madame Bovary, 1949, USA, r: Vincente Minnelli
- Aszfaltdzsungel – The Asphalt Jungle, 1950, USA, r: John Huston
- Quo Vadis?, 1951, USA, r: Mervyn LeRoy
- Julius Caesar, 1953, USA, r: Joseph L Mankiewicz
- Holdvilág – Moonfleet, 1955, USA, r: Fritz Lang
- A nap szerelmese – Lust for Life, 1956, USA r: Vincente Minnelli
- Ben–Hur, 1959, USA r: William Wyler
- Királyok Királya – King of Kings, 1961, USA, r: Nicholas Ray
- El Cid, 1961, USA, r: Anthony Mann
- Fontos személyek – The V.I.P.s, 1963, GB, r: Anthony Asquith
- A zöldsapkások – The Green Berets, 1968, USA, r: Ray Kellogg, John Wayne
- Sherlock Holmes magánélete – The Private Life Sherlock Holmes, 1970, GB, r: Billy Wilder
- Gondviselés Providence, 1977, Franciaország, r: Alain Resnais
- Utolsó ölelés – The Last Embrace, 1979, USA, r: Jonathan Demme
- Időről időre – Time After Time, 1979, USA, r: Nicholas Meyer
- Halott férfi nem hord zakót – Dead Men Don't Wear Plaid, 1982, USA, r: Carl Reiner

## Dokumentumfilm
- Rózsa Miklós a filmzenekirály, magyar dokumentumfilm, 2018, rendezte: Babos Tamás

## Önéletrajza magyarul
- Rózsa Miklós: Kettős élet; ford. Hubai Gergely; FilmHungary, Bp., 2022 (Magyarok Hollywoodban könyvsorozat)

## Kapcsolódó oldalak
- Zádor Jenő